# Liste der Monuments historiques in Algolsheim
Die Liste der Monuments historiques in Algolsheim führt die Monuments historiques in der französischen Gemeinde Algolsheim auf.

## Liste der Objekte
| Bezeichnung                          | Beschreibung                                                                                                   | Standort                                | Kennzeichnung | Schutzstatus | Datum | Bild |
| ------------------------------------ | --- | --------------------------------------- | ------------- | ------------ | ----- | ---- |
| Beichtstuhl                          | Holz, bemalt, Ende des 18. Jahrhunderts; möglicherweise verloren                                               | in der Kirche Sts-Pierre-et-Paul (Lage) | PM68000978    | Inscrit      | 1984  |      |
| Kruzifix                             | Holz, farbig gefasst und vergoldet, um 1800                                                                    | in der Kirche Sts-Pierre-et-Paul (Lage) | PM68000980    | Inscrit      | 1985  |      |
| Kreuzweg                             | 14 Gemälde; Ölfarbe auf Leinwand, um 1830, vermutlich von Antoine Neysser; derzeit eingelagert                 | in der Kirche Sts-Pierre-et-Paul (Lage) | PM68000981    | Inscrit      | 1985  |      |
| Skulptur Heiliger Jakobus der Ältere | Holz, um 1500                                                                                                  | in der Kirche Sts-Pierre-et-Paul (Lage) | PM68000001    | Classé       | 1983  |      |
| Hochrelief Madonna mit Kind          | Holz, farbig gefasst und vergoldet, 18. Jahrhundert; möglicherweise verloren                                   | in der Kirche Sts-Pierre-et-Paul (Lage) | PM68000977    | Inscrit      | 1984  |      |
| Hauptaltar                           | Altartisch, Tabernakel, zwei Skulpturen und vier Leuchter; Holz, farbig gefasst und vergoldet, 18. Jahrhundert | in der Kirche Sts-Pierre-et-Paul (Lage) | PM68000979    | Inscrit      | 1984  |      |